# Man in an Orange Shirt
Man in an Orange Shirt è un film televisivo britannico diviso in due parti della BBC. È stato prodotto da Kudos Film and Television ed è stato trasmesso per la prima volta il 31 luglio 2017 su BBC One. Il film drammatico racconta tre storie d'amore di due generazioni di una famiglia, negli anni '40 e nel 2017.
Vanessa Redgrave, Julian Morris e Oliver Jackson-Cohen recitano nei ruoli principali, diretti da Michael Samuels. La sceneggiatura e l'idea provengono da Patrick Gale, la cui storia familiare è il nucleo autobiografico della trama.

## Trama
Man in an Orange Shirt  presenta due storie separate ma intrecciate: la prima racconta gli ostacoli che la società occidentale sta mettendo nella relazione amorosa tra i due veterani della seconda guerra mondiale Michael e Thomas nell'immediato dal fronte. La seconda parte descrive le prove e le tribolazioni delle collaborazioni del XXI secolo, usando l'esempio del nipote di Michael. Le storie sono collegate da Flora, moglie in lutto di Michael e nonna di Adam, il cui amore non corrisposto per Michael e l'educazione conservatrice si traducono in un elemento odioso per Adam.

### Parte 1
A Londra oggi una nonna guarda una vecchia foto del marito defunto e ricorda l'inizio della loro relazione nel tumulto della seconda guerra mondiale. Negli anni '40 la giovane Flora Talbot è un'insegnante di Londra il cui fidanzato, Michael Berryman, è capitano nell'esercito britannico di stanza in Italia. Durante una missione Michael si riunisce con un vecchio compagno di scuola, il capitano Thomas March, che è gravemente ferito durante un attacco. Michael è vicino mentre Thomas convalescente, e, prima che Thomas ritorni in Inghilterra, gli uomini condividono un bacio. Thomas e Michael si promettono di cercarsi dopo la guerra. Immediatamente dopo al suo ritorno Michael fa visita a Thomas prima ancora di dire a Flora che è tornato. Michael e Thomas trascorrono un weekend perfetto lontano dal resto del mondo nella vecchia casa padronale, una volta di proprietà dei genitori defunti di Michael. Quando il loro breve tempo insieme finisce Michael dice ad un Thomas molto turbato del suo intento di sposare Flora. Thomas alla fine accetta di essere il migliore amico di Michael e presenta alla coppia un dipinto del cottage come regalo di nozze.
Poco prima della nascita del loro figlio, Robert James, Flora trova una scatola di vecchie lettere d'amore di Thomas nel cassetto della scrivania di suo marito. In un misto di rabbia e paura per le leggi sessuali inglesi brucia le lettere e si confronta con Michael, che è devastato dalla perdita delle lettere. Flora ha le prime contrazioni per il parto e l'ostetrica manda Michael fuori di casa. Lui vaga per la città ed è tentato di avere un rapporto sessuale in un bagno pubblico ma, invece, torna da Flora. Dopo la nascita del loro bambino i Berryman non parlano mai più degli eventi in questione. Nel frattempo Thomas viene arrestato e viene condannato a un intero anno di carcere per grave indecenza. Michael visita Thomas in prigione ma Thomas rifiuta ogni ulteriore visita. Michael visita la madre di Thomas, che gli mostra un "dietro le quinte" dei suoi numerosi dipinti. In particolare un dipinto incompiuto di un uomo con una maglietta arancione, ma anche con la faccia non dipinta riconosce Michael come soggetto. Intuendo una connessione tra i due uomini, suggerisce che Michael potrebbe trasferirsi con Thomas in una casa di famiglia in Francia. Michael scrive un'ultima lettera a Thomas in cui rivela tutti i suoi sentimenti, ma decide di non spedirla. Thomas viene scarcerato e parte con i suoi amici mentre Michael osserva da lontano ma non va con lui. Qualche anno dopo Thomas incontra brevemente Michael con la presenza di Flora e il giovane figlio Robert ma i loro reciproci sentimenti rimangono inespressi.

### Parte 2
Sessant'anni dopo, nel 2017, il nipote dell'anziana vedova Flora, Adam, è un veterinario. È costantemente alla ricerca di nuovi partner sessuali casuali con l'utilizzo di app. Dopo che Flora lascia in eredità ad Adam il vecchio cottage di suo nonno assume l'architetto Steve, che vive in una relazione aperta con il maturo gallerista Caspar. Nonostante la paura dell'intimità Adam si imbarca in una lenta storia d'amore con Steve, che alla fine dice a Caspar che lo sta lasciando per Adam. Mentre Flora impara a conoscere la relazione e quindi l'orientamento sessuale di Adam scoppia la paura e la rabbia che ha messo a tacere contro il marito.
Adam e Steve trovano il cottage dipinto da Thomas durante il restauro. In una cornice l'esperto di arte Caspar scopre un altro dipinto nascosto di Michael che sta nella porta del cottage. Questo dipinto è l'omonimo "Man in a Orange Shirt", una versione completa dello studio che Michael ha visto nella casa della madre di Thomas. Alla vista del dipinto nascosto Flora crolla ma alla fine racconta ad Adam l'intera storia. Gli regala una piccola scatola con alcune vecchie foto e la lettera mai inviata da Michael a Thomas, che ha trovato solo dopo la morte di Michael. Dopo una discussione feroce Adam, finalmente, mostra a Steve la vecchia lettera persa nella quale si chiedeva relazione a lungo termine; alla fine Adam e Steve si riconciliano.

## Produzione
Il racconto si basa in parte sulla storia familiare dell'autore inglese Patrick Gale, che ha celebrato il suo debutto nella sceneggiatura con quest'opera. Ha scritto la storia in un periodo di sei anni. Come Flora Berryman la madre di Gale aveva trovato una pila di lettere d'amore da un "amico" maschio sulla scrivania del marito poco dopo la fine della seconda guerra mondiale. Ha anche distrutto le lettere per paura che potesse essere arrestato e poi, per disgusto e ignoranza, aveva imparato a equiparare l'omosessualità alla pedofilia.
La location delle riprese è stata, tra gli altri, la London Charterhouse, dove sono stati girati anche Downton Abbey, Agatha Christie's Poirot, Tulip Fever, Miss Austen Regrets e dal 2017 Taboo.
Il dramma è stato trasmesso come il fiore all'occhiello della BBC Gay Britannia season, una serie di programmi nel 2017 per celebrare il 50º anniversario dell'abbrogazione della legge che criminalizzava l'omosessualità nel paese.
Il 13 agosto 2017, TVNZ ha trasmesso entrambe le parti come un unico film. La rete statunitense PBS ha trasmesso le due parti nel giugno 2018 come parte della loro serie antologica Masterpiece.

## Cast

### Personaggi principali
- Julian Morris: Adam Berryman
- Vanessa Redgrave: Anziana Flora Berryman
- Oliver Jackson-Cohen: Capitano Michael Berryman
- Joanna Vanderham: Giovane Flora Talbot e Flora Berryman
- James McArdle: Capitano Thomas March
- David Gyasi: Steve, l'architetto

### Personaggi secondari (parte 1)
- Adrian Schiller: Lucien
- Flaminia Cinque: Rita
- Laura Carmichael: Daphne Talbot
- James Godden: Private Begley
- Tommy Bastow: Private Bates
- Andrew Havill: Major Fanshawe
- Oliver Finnegan: Wykeham (pittore)
- Ben Barker: Travis (pittore)
- Hal Scardino: Dwight
- William Hoyland: Schulleiter
- Eileen Page: Geraldine
- Arthur Bateman: Robert Berryman
- Gay Hamilton: Agnes
- Paul Clayton: Standesbeamter
- Phil Dunster: Bruno
- Ed White: Abteilungsleiter
- Elizabeth Edmonds: Hebamme
- Frances de la Tour: Mrs. March

### Personaggi secondari (parte 2)
- Julian Sands: Caspar Nicholson
- Angel Coulby: Claudie
- Amanda Rawnsley: Receptionist
- Drew Edwards: Sous chef
- Eddie Arnold: David
- Joanna David: Jennifer
- Arthur Bateman: Robert Berryman

## Accoglienza

### Critica
L'opera ha ricevuto mediamente recensioni positive dalla critica e ha ottenuto l'89% di recensioni positive sull'aggregatore di recensioni Rotten Tomatoes. Su Metacritic Man in an Orange Shirt ha ottenuto un voto di 72/100 su una base di 6 critici.

## Riconoscimenti
- International Emmy Awards
  - Vinto - film televisivo/Mini-Serie (Kudos Film and Television)